# Nordine Mohamedi
John Wayne Nelson Junior, né Nordine Mohamedi à Châteauroux le 19 janvier 1966 et mort le 15 décembre 2022 à Givors,, est un journaliste, écrivain et généalogiste français.

## Biographie

### Jeunesse et famille
John Wayne Nelson Junior est le fils du sergent John Wayne Nelson (1946-1967), un soldat américain qu'il n'a jamais connu, et de Aïcha Mohamedi, originaire d'Algérie.
Prénommé Nordine par sa mère qui lui donne également son nom de famille, il passe son enfance à Colombes.

### Journaliste
Il entame une carrière de journaliste (Le Parisien, Radio France (France Inter, France Info), L'Équipe, Arte, Canal+, M6, TV5 Monde et France 3) et France 3 Normandie.
Débutant en radio locale en 1985 (Radio Gennevilliers), il se spécialise dans le sport et suit notamment le Racing Paris au milieu des années 1980. Entré au service des sports de Canal Plus après les Jeux olympiques d'Atlanta, il collabore aux différentes émissions de la chaîne (D2 Max, Jour de foot, Nulle part ailleurs, La Grande Famille, L'Équipe du dimanche) avant de travailler pour M6, TV5, France 3 (notamment à Caen, Amiens et Grenoble) et la chaîne Medi1sat à Tanger (Maroc)[réf. nécessaire].
Il est en 2010 l'auteur du livre : Pourquoi pas moi ? Histoire de Mohamed Machin, journaliste à la télévision française (Edition BoD, paru le 11 juin 2010).

### Recherche de sa famille paternelle
En 2016, Nordine Mohamedi retrouve la famille de son père John W. Nelson, originaire du Texas et mort à 21 ans en 1967, grâce à un test ADN,. Il raconte son histoire dans un livre paru en 2017 How I Found My Dad in Texas : DNA Never Lies (Edition Xlibris, 2017). Il écrit ce livre sous le nom de John W. Nelson Jr.,, et entame une procédure légale pour changer définitivement son nom. En s'appuyant sur son expérience et à l'aide d'autres recherches effectuées pour des personnes également en quête de leurs origines, il se spécialise ensuite dans la généalogie génétique.